# La Chapelle-Saint-Rémy

La Chapelle-Saint-Rémy este o comună în departamentul Sarthe, Franța. În 2009 avea o populație de 888 de locuitori.